# Prinz von Peoria
Prinz von Peoria ist eine US-amerikanische Sitcom, die seit 2018 auf Netflix ausgestrahlt wird. Im Zentrum des Geschehens seht ein 13-jähriger Thronfolger, der sein gewohntes Umfeld verlässt, um anonym als Austauschschüler neue Erfahrungen zu machen.

## Handlung
Der dreizehnjährige Emil ist Kronprinz des Inselkönigreichs Buronia. Um das Leben als normaler Bürger kennenzulernen, begibt er sich als Austauschschüler in die Stadt Peoria, im Bundesstaat Illinois (Vereinigte Staaten). Seine Identität muss er vor seiner Austauschfamilie dabei geheim halten.
Dort lernt er seinen Austauschpartner, den übereifrigen Teddy kennen, der das charakterliche Gegenteil von ihm ist. Die Jungen werden beste Freunde und erleben gemeinsam viele Abenteuer, bei denen auch Teddys alleinerziehende Mutter Regina, Emils heimlicher Beschützer Joosep und ihre Schulkameraden eine Rolle spielen. Dabei achtet Emil stets darauf, seine wahre Identität in seinem neuen Umfeld zu verheimlichen, während Teddy sich darum bemüht, seinem Schwarm Sydney näher zu kommen.

## Charaktere
- Emil: Der dreizehnjährige Emil ist der Thronerbe des Königs von dem Inselkönigreich Buronia und begibt sich undercover als Austauschschüler in Teddys Familie. Er ist sehr energisch, aber auch teilweise naiv und will das einfache Leben kennenlernen und empfindet dabei an fast allen Dingen Spaß. Damit ist er das Gegenteil von Teddy. Damit er nicht auffliegt, versucht er seine Identität geheim zu halten, was teilweise dazu führt, dass er Ausreden suchen muss.
- Teddy: Teddy ist der Sohn der Alleinerziehenden Regina, die Emil als Austauschschüler aufgenommen hat. Er ist sehr wissbegierig und interessiert sich für Tüfteleien und Technik, im Besonderen für Roboter. Außerdem ist er eher ängstlich und zurückhaltend, phlegmatisch, ein wenig zynisch, wenn es um verrückte Ideen geht. Er ist verliebt in Sydney, traut sich aber nicht es ihr zu gestehen.
- Regina: Ist die Mutter von Teddy und betreut Emil als Austauschschüler und zusätzliches Familienmitglied. Sie arbeitet in einer Bowlingbahn und ist in den Spion von Emil (Joosep) verliebt, ohne seine wahre Identität zu kennen.
- Sydney: Ist die heimliche Liebe Teddys und mag ihn, obwohl sie andere Interessen hat als er und insgesamt offener ist. Sydney ist beliebt in der Schule und sowohl mit Braughner als auch mit Emil befreundet.
- Joosep: Ist der Spion, der heimlich für die Sicherheit von Emil sorgen soll und dafür sorgen soll, dass seine Identität geheim bleibt. Um seine eigene Identität nicht preiszugeben, schlüpft er in mehrere Rollen. Er verliebt sich in Regina.
- Braughner: Ist die Freundin der Jungs und Sydney. Sie gilt als frech und durchsetzungsstark, ist allerdings auch kleptomanisch veranlagt.
- Tanner: Ist nicht der Intelligenteste und insgesamt eher einfach gestrickt. Aber er versucht mit Sydney zusammenzukommen, daher nimmt Teddy  ihn als Konkurrenten wahr.

### Besetzung und Synchronisation
Die deutsche Synchronisation übernahm die Berliner Synchronfirma SDI, nach einem Dialogbuch und unter der Dialogregie von Andreas Hinz.
| Rollenname       | Schauspieler/in         | Synchronsprecher/in |
| ---------------- | ----------------------- | ------------------- |
| Prinz Emil       | Gavin Lewis             | Vincent Borko       |
| Teddy            | Theodore Barnes         | Linus Drews         |
| Sydney           | Shelby Simmons          | Daniela Molina      |
| Braughner        | Haley Tju               | Moira May           |
| Regina           | Cynthia Kaye McWilliams | Susanne Geier       |
| Joseep           | Gabriel Hogan           | Bernd Vollbrecht    |
| König von Peoria | Johnathan McClain       | Rainer Doering      |
| Tanner           | Conor Husting           | Valentin Stilu      |

## Produktion und Veröffentlichung
Die Serie wurde erstmals am 31. Januar 2018 angekündigt. Die erste Staffel der Serie mit acht Folgen wurde am 16. November 2018 in mehreren Sprachen (darunter auch Englisch und Deutsch) exklusiv auf Netflix ausgestrahlt. Ziel von Netflix ist es, auch mit Produzenten von Kinder- und Jugendserien wie Disney und Nickelodeon konkurrieren zu können. Entwickelt und produziert wurde die Sitcom von Nick Stanton und Devin Bunje, die bereits für die Disney-XD-Serie Gamer’s Guide für so ziemlich alles tätig waren. Am 14. Dezember 2018 soll außerdem ein Weihnachten-Special ausgestrahlt werden.

## Rezeption
Die Serie betont nach film-rezensionen.de den Kontrast der beiden Freunde, der gut durch die Schauspieler verkörpert wird, zeigt aber Schwächen in der Handlung, Charakterentwicklung, sowie beim Humor auf.

## Episodenliste
| Folge | deutscher Titel            |
| 1     | Der Prinz trifft ein       |
| 2     | Teddy gegen die Natur      |
| 3     | Emil der Mutterdieb        |
| 4     | Das Musical                |
| 5     | Teddys Bakshal             |
| 6     | Handtuchkampf im Lagerhaus |
| 7     | April, April               |
| 8     | Der Antrag                 |